# Telmatoscopus arcuatus
Telmatoscopus arcuatus är en tvåvingeart som beskrevs av Vaillant 1965. Telmatoscopus arcuatus ingår i släktet Telmatoscopus och familjen fjärilsmyggor.
Artens utbredningsområde är Nepal. Inga underarter finns listade i Catalogue of Life.